# Willy Pöge

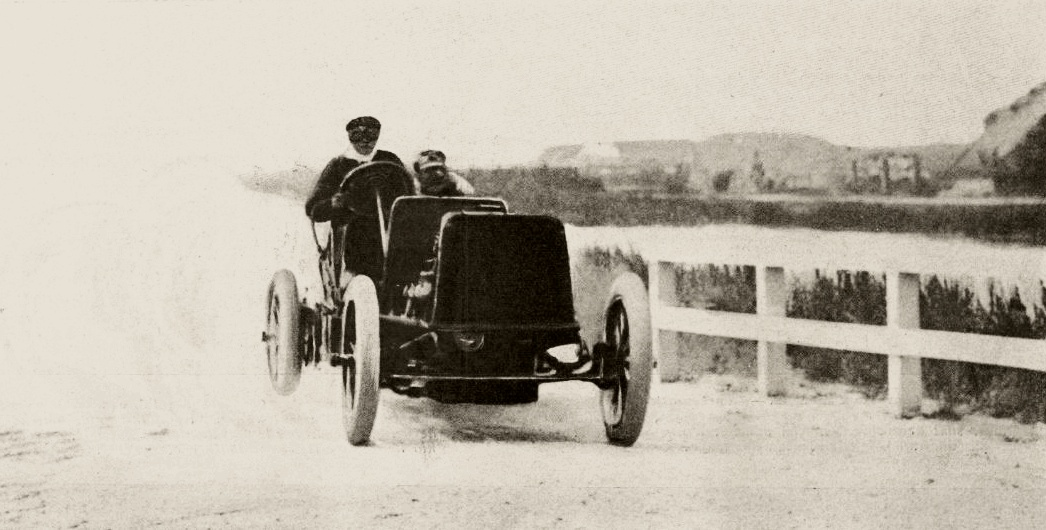
Willy Pöge, vainqueur des 10 kilomètres d'Ostende contre-la-montre en 1903.

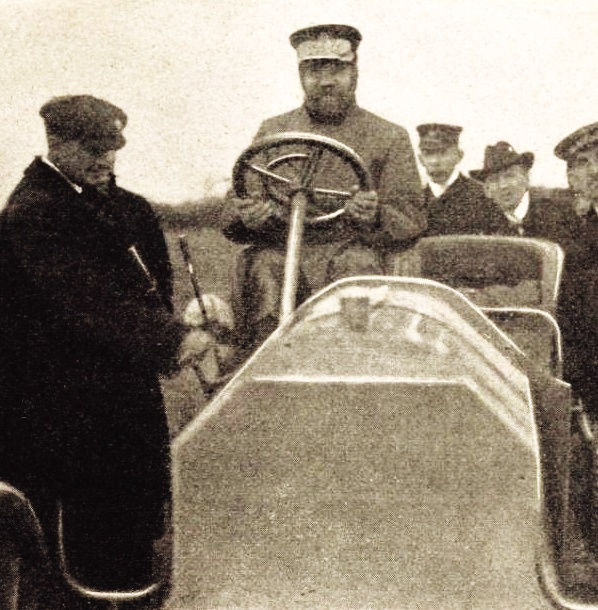
Willy Pöge, vainqueur sur Mercedes de la Course de Westend à l'hippodrome de Berlin, en octobre 1903.

Willy Pöge, né le 2 décembre 1869 à Chemnitz et mort le 12 mai 1914 (alors âgé de 44 ans), était un entrepreneur allemand de Saxe également cavalier, coureur cycliste, et surtout pilote automobile.

## Biographie

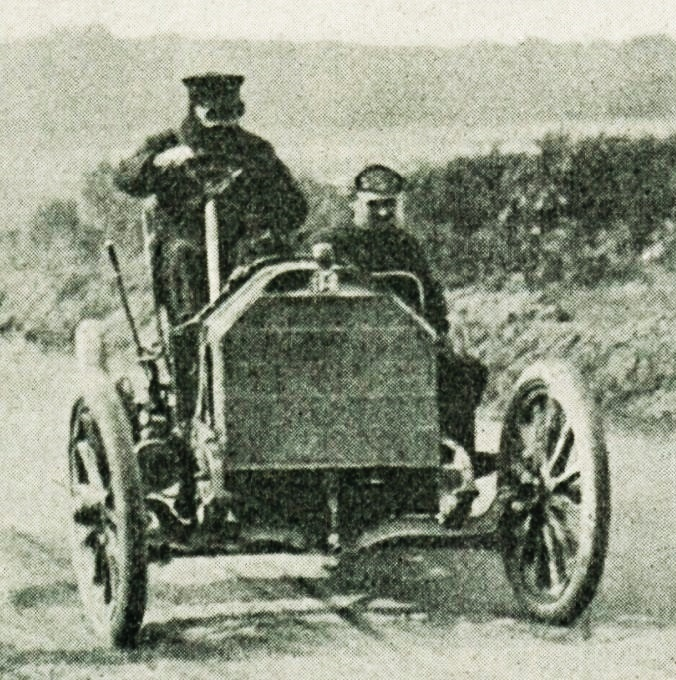
Willy Pöge, vainqueur du Prix de l'Empereur sur l'hippodrome de Francfort dans la course des 10 miles, en juin 1904 sur Mercedes.

Étudiant en électrotechnique durant l'hiver 1886-1887 à l'Université de technologie de Chemnitz, il suit ensuite les cours de l'école des beaux-arts dans la même ville jusqu'en 1890. En 1894 il succède à son père Hermann qui vient de décéder, avec Heinrich Goetz à la tête de Hermann Poege/Chemnitz.

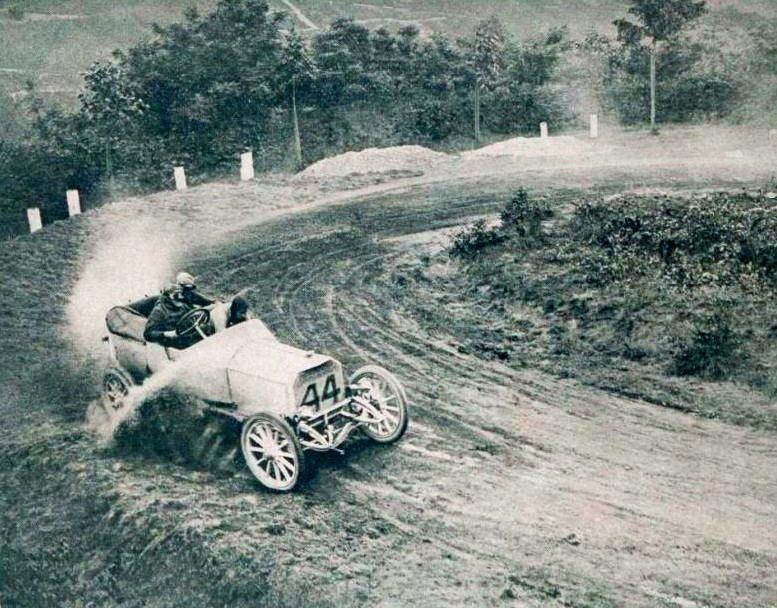
Willy Pöge, obtient la deuxième place de la Coupe du prince Henri de Prusse en juillet 1907

Il chevauche en steeple durant son service militaire, et en 1889 il devient champion cycliste de Saxe, ainsi que troisième du championnat germanique.
Son usine produit des moteurs triphasés, des dynamos, des génératrices et des transformateurs au seuil des années 1900, avec des succursales à Berlin, Dortmund, Dresde, Leipzig, Düsseldorf, Hambourg et Francfort, et des exportations vers la France, la Grèce, la Hollande, la Roumanie et la Russie. La société se nomme alors Electricitäts Actien Gesellschaft.

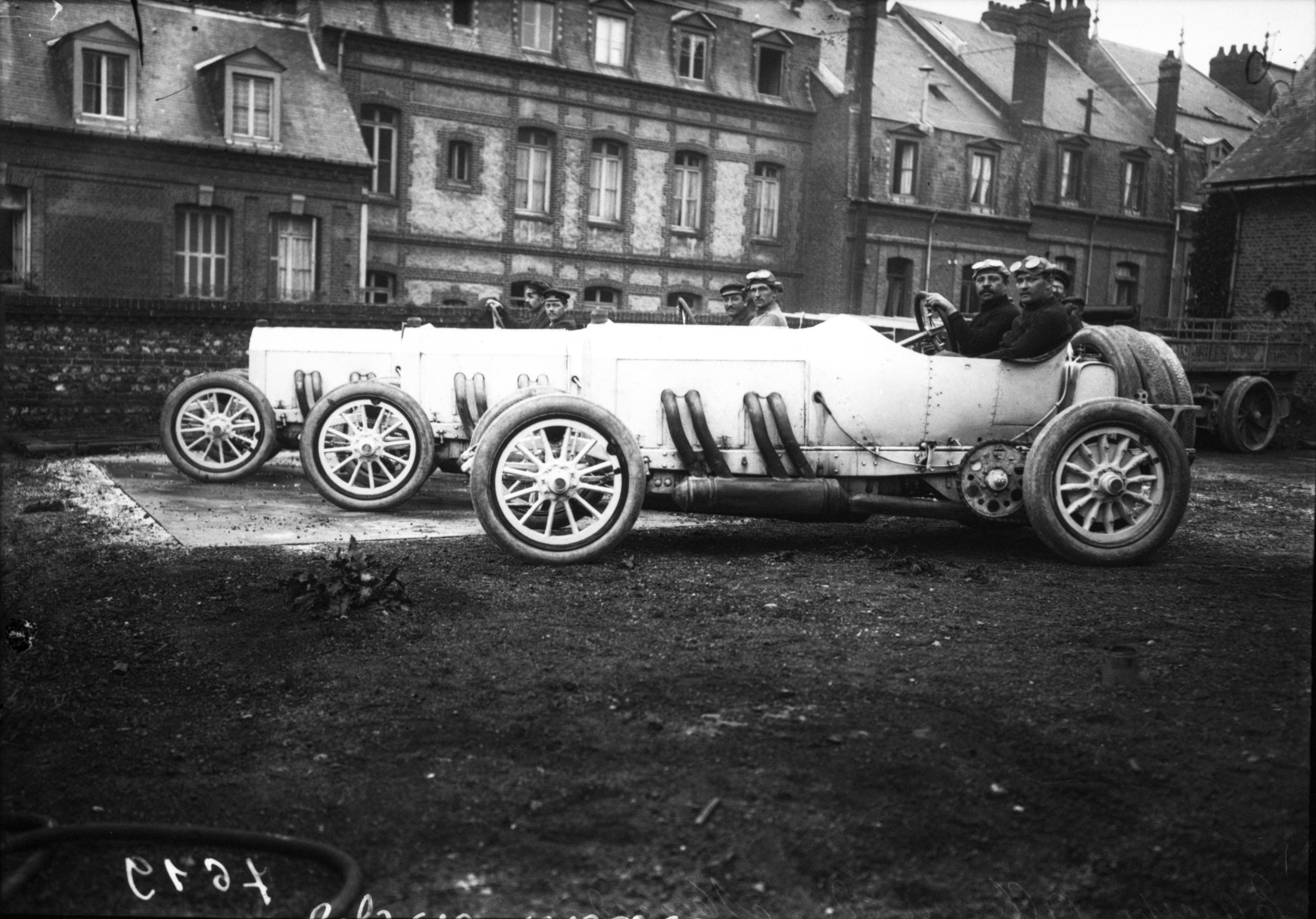
Otto Salzer (premier plan), Pöge (milieu), et Christian Lautenschlager (fond), pilotes officiels Mercedes lors du GP de France 1908 (sur trois nouvelles 140HP de 12.8 L.).

En 1902 il commence la compétition automobile sur un véhicule français, avant de passer sur Daimler AG l'année suivante, finissant troisième du Herkomer Konkurrenz en 1905 et 1906 sur Mercedes 60HP, deux fois deuxième de la Prinz Heinrich Fahrt (ou Course du Prince Heinrich), en 1908 et 1909 avec Mercedes, puis cinquième du Grand Prix de France sur Mercedes en 1908 à Dieppe, son équipier Christian Lautenschlager obtenant alors la victoire. Au milieu des années 1900 le jeune Otto Merz, futur pilote, travaille un temps pour lui comme chauffeur.
Au début des années 1910 Pöge devient aviateur, mais il meurt d'un crise cardiaque au printemps 1914.
Sa société est rachetée en 1930 par AEG.

## Victoires notables
- 1903 et 1904: course d'Oberforsthaus (près de Francfort, sur circuit type hippodrome)[4];
- 1903: 10 kilomètres contre-la-montre du Meeting d'Ostende[5];
- 1903: Course de Berlin-Westend sur Mercedes (au Westend Trabenband, un autre hippodrome où arriva la course Paris-Berlin en 1902)[6];
- 1903: première édition de la Coupe Rochet-Schneider à Aix-les-Bains, sur 60 hp;
- 1905: courses de côte du Kesselberg et du parc Forstenrieder, lors de la première Herkomer Konkurrenz[7];
- 1906 (comme étape du Herkomer Konkurrenz) et 1907: course de côte du Semmering (près de Vienne), sur Mercedes 60HP (deuxième Herkomer Konkurrenz de 1906), puis 120HP[8];
- 1910: course sur route du tsar Nicolas II, sur Mercedes (sa dernière compétition).

(Nota Bene: il dispute également la course Herkomer-Konkurrenz (de) de 1906, et obtient la deuxième place de la Coupe du prince Henri de Prusse en juillet 1907 sur Mercedes).